# Michael Felsenbaum
Michael Felsenbaum, jiddisch מיכאל פֿעלזענבאַום Mikhoel Felsenbaum (* 1951 in Wassylkiw, Ukrainische SSR), ist ein israelischer, Jiddisch schreibender Schriftsteller und Schauspieler, der auch eigene Werke auf die Bühne bringt.

## Leben
Felsenbaum wuchs in Florești in der Moldauischen SSR auf. Er studierte von 1969 bis 1973 Regie, Drama und Kunstgeschichte in Leningrad und arbeitete von 1969 bis 1973  als Regisseur am National Theater in Bălți in der Moldauischen SSR. Er lehrte als Dozent an der Nationalen Pädagogischen Universität, war Leiter einer jiddischen Elementarschule und war 1988 in Bălți Mitbegründer und künstlerischer Direktor des jiddischen Theaters „Menora“. Ein Jahr lang war er dort auch Präsident der jüdischen Gemeinde.
1991 wanderte Felsenbaum nach Israel aus und wohnt heute in Ramla. Er lehrte Judaismus und jiddische Sprache an der Scholem-Aleichem-Elementarschule in Cholon. Ab 1992 war er federführendes Mitglied im Komitee für die jüdischen Gemeinden in Rumänien. Fünf Jahre lang arbeitete er als Direktor eines Kulturzentrums in Tel Aviv. In Deutschland ist er Mitbegründer und Berater bei den jiddischen Musik- und Theaterwochen in Dresden und arbeitet seit 2008 auch als Lektor am Lehrstuhl Jiddistik der Universität Trier.
Felsenbaum hat schon in der Moldauischen SSR in den 1980er Jahren in der jiddischsprachigen Zeitschrift „Heymland“ literarische Beiträge geschrieben. Er hat eine Reihe von Lyrik- und Prosabänden in jiddischer Sprache veröffentlicht, seine Gedichte und Prosa sind in jiddischen Journalen wie Di Goldene Keyt, ToplPunkt (beide Israel), Di Pen (Oxford), Oyfn Shvel und Yidishe Kultur (beide New York) erschienen. Er ist  Chefredakteur des literarischen Journals Naye Vegn („Neue Wege“). Sein Roman Shabesdike Shvebelekh wird der Postmoderne zugerechnet.

## Schriften
(Titel in Transliteration)
- Es kumt der tog, Gedichte,  Yidishe kultur-gezelshaft, Jerusalem, 1992
- A libe-regn, Gedichte, Tel-Aviv, Y. L. Peretz, 1994
- Der nakht-malekh, Tel-Aviv, Y. L. Peretz, 1997
- Un itst bin ikh dayn nign, Gedichte, Tel-Aviv, Leyvik-farlag, 1998
- Shabesdike shvebelekh, Roman, Tel-Aviv, Leyvik-farlag, 2004
- Benkshaft, Gedichte, Tel-Aviv, Menoyre-farlag, 2007
- A libe nokhn toyt, Kurzgeschichten, Tel-Aviv, Menoyre-farlag, 2009
- Nostalgye/Nostalgie, Gedicht, Französisch-Jiddisch, ins Französische übertragen von Batia Baum, Menoyre-farlag/Bibliothèque Medem, Tel-Aviv/Paris 2009